# Pensacola electa
Pensacola electa is een spinnensoort in de taxonomische indeling van de springspinnen (Salticidae).
Het dier behoort tot het geslacht Pensacola. De wetenschappelijke naam van de soort werd voor het eerst geldig gepubliceerd in 1943 door Elizabeth Bangs Bryant.